# Bengooru, Madikeri
Bengooru là một làng thuộc tehsil Madikeri, huyện Kodagu, bang Karnataka, Ấn Độ.